# Élections législatives de 1928 dans le Doubs
Les élections législatives de 1928 ont eu lieu les 22 et 29 avril 1928.

## Élus
|   | Circonscription | Député élu             |  | Groupe parlementaire                      |
| - | --------------- | ---------------------- |  | ----------------------------------------- |
| 1 | Baume-les-Dames | Léonel de Moustier     |  | Union républicaine et démocratique        |
| 2 | 1re de Besançon | Julien Durand          |  | Républicain radical et radical-socialiste |
| 3 | 2e de Besançon  | Pierre Baudouin-Bugnet |  | Action démocratique et sociale            |
| 4 | Montbéliard     | René Rücklin           |  | Parti socialiste                          |
| 5 | Pontarlier      | Georges Pernot         |  | Union républicaine et démocratique        |

## Résultats à l'échelle du département
| Partis         | Partis                                          | Premier tour | Premier tour | Deuxième tour | Deuxième tour | Sièges |
| Partis         | Partis                                          | Voix         | %            | Voix          | %             | Sièges |
| -------------- | ----------------------------------------------- | ------------ | ------------ | ------------- | ------------- | ------ |
|                | Parti républicain radical et radical-socialiste | 19 996       | 29,76        | 5 342         | 16,30         | 1      |
|                | Républicains indépendants                       | 14 027       | 20,88        | 10 422        | 31,80         | 1      |
|                | Alliance démocratique                           | 10 943       | 16,29        | 4 387         | 13,39         | 1      |
|                | Fédération républicaine                         | 6 787        | 10,10        |               |               | 1      |
|                | Section française de l'Internationale ouvrière  | 5 884        | 8,76         | 11 268        | 34,39         | 1      |
|                | Parti communiste-SFIC                           | 5 185        | 7,72         | 441           | 1,35          | 0      |
|                | Radicaux indépendants                           | 2 316        | 3,45         |               |               | 0      |
|                | Parti socialiste communiste                     | 1 796        | 2,67         | 910           | 2,78          | 0      |
|                | Divers                                          | 254          | 0,38         |               |               | 0      |
|                |                                                 |              |              |               |               |        |
| Inscrits       | Inscrits                                        | 79 328       | 100,00       | 39 921        | 100,00        | 7      |
| Votants        | Votants                                         | 68 068       | 85,81        | 33 382        | 83,62         |        |
| Abstentions    | Abstentions                                     | 11 260       | 14,19        | 6 539         | 16,38         |        |
| Blancs et nuls | Blancs et nuls                                  | 880          | 1,29         | 612           | 1,83          |        |
| Exprimés       | Exprimés                                        | 67 188       | 98,71        | 32 770        | 98,17         |        |

## Résultats par arrondissement

### Arrondissement de Baume-les-Dames
| Candidats      | Candidats          | Étiquette      | Premier tour | Premier tour |
| Candidats      | Candidats          | Étiquette      | Voix         | %            |
| -------------- | ------------------ | -------------- | ------------ | ------------ |
|                | Léonel de Moustier | AD             | 6 888        | 60,20        |
|                | Reynes             | PRRRS          | 4 197        | 36,68        |
|                | Mausservey         | PC-SFIC        | 242          | 2,12         |
|                | Petrequin          | SFIO           | 114          | 1,00         |
|                |                    |                |              |              |
| Inscrits       | Inscrits           | Inscrits       | 13 472       | 100,00       |
| Votants        | Votants            | Votants        | 11 613       | 86,20        |
| Abstention     | Abstention         | Abstention     | 1 859        | 13,80        |
| Blancs et nuls | Blancs et nuls     | Blancs et nuls | 172          | 1,48         |
| Exprimés       | Exprimés           | Exprimés       | 11 441       | 98,52        |

### Arrondissement de Besançon

#### 1recirconscription
| Candidats      | Candidats      | Étiquette      | Premier tour | Premier tour | Deuxième tour | Deuxième tour |
| Candidats      | Candidats      | Étiquette      | Voix         | %            | Voix          | %             |
| -------------- | -------------- | -------------- | ------------ | ------------ | ------------- | ------------- |
|                | Julien Durand  | PRRRS          | 4 190        | 38,30        | 5 342         | 48,21         |
|                | Villat         | AD             | 4 055        | 37,07        | 4 387         | 39,59         |
|                | Jouchoux       | PSC            | 1 796        | 16,42        | 910           | 8,21          |
|                | Tréand         | PC-SFIC        | 881          | 8,05         | 441           | 3,98          |
|                | Divers         | Divers         | 18           | 0,16         |               |               |
|                |                |                |              |              |               |               |
| Inscrits       | Inscrits       | Inscrits       | 13 752       | 100,00       | 13 750        | 100,00        |
| Votants        | Votants        | Votants        | 11 211       | 81,52        | 11 167        | 81,21         |
| Abstention     | Abstention     | Abstention     | 2 541        | 18,48        | 2 583         | 18,79         |
| Blancs et nuls | Blancs et nuls | Blancs et nuls | 271          | 2,42         | 87            | 0,78          |
| Exprimés       | Exprimés       | Exprimés       | 10 940       | 97,58        | 11 080        | 99,22         |

#### 2ecirconscription
| Candidats      | Candidats              | Étiquette               | Premier tour | Premier tour |
| Candidats      | Candidats              | Étiquette               | Voix         | %            |
| -------------- | ---------------------- | ----------------------- | ------------ | ------------ |
|                | Pierre Baudouin-Bugnet | Républicain indépendant | 5 685        | 51,39        |
|                | Vernerey               | PRRRS                   | 4 019        | 36,33        |
|                | Ioffé                  | SFIO                    | 1 148        | 10,38        |
|                | Nicod                  | PC-SFIC                 | 211          | 1,90         |
|                |                        |                         |              |              |
| Inscrits       | Inscrits               | Inscrits                | 12 627       | 100,00       |
| Votants        | Votants                | Votants                 | 11 163       | 88,41        |
| Abstention     | Abstention             | Abstention              | 1 464        | 11,59        |
| Blancs et nuls | Blancs et nuls         | Blancs et nuls          | 100          | 0,90         |
| Exprimés       | Exprimés               | Exprimés                | 11 063       | 99,10        |

### Arrondissement de Montbéliard
| Candidats      | Candidats      | Étiquette               | Premier tour | Premier tour | Deuxième tour | Deuxième tour |
| Candidats      | Candidats      | Étiquette               | Voix         | %            | Voix          | %             |
| -------------- | -------------- | ----------------------- | ------------ | ------------ | ------------- | ------------- |
|                | Baufle         | Républicain indépendant | 8 342        | 38,14        | 10 422        | 48,05         |
|                | René Rücklin   | SFIO                    | 4 111        | 18,79        | 11 268        | 51,95         |
|                | Renard         | PC-SFIC                 | 3 553        | 16,24        |               |               |
|                | Aurousseau     | Radical indépendant     | 2 316        | 10,59        |               |               |
|                | Perronne       | PRRRS                   | 1 771        | 8,10         |               |               |
|                | Marron         | PRRRS                   | 1 544        | 7,06         |               |               |
|                | Divers         | Divers                  | 236          | 1,08         |               |               |
|                |                |                         |              |              |               |               |
| Inscrits       | Inscrits       | Inscrits                | 26 126       | 100,00       | 26 171        | 100,00        |
| Votants        | Votants        | Votants                 | 22 115       | 84,65        | 22 215        | 84,88         |
| Abstention     | Abstention     | Abstention              | 4 011        | 15,35        | 3 956         | 15,12         |
| Blancs et nuls | Blancs et nuls | Blancs et nuls          | 242          | 1,09         | 525           | 2,36          |
| Exprimés       | Exprimés       | Exprimés                | 21 873       | 98,91        | 21 690        | 97,64         |

### Arrondissement de Pontarlier
| Candidats      | Candidats      | Étiquette      | Premier tour | Premier tour |
| Candidats      | Candidats      | Étiquette      | Voix         | %            |
| -------------- | -------------- | -------------- | ------------ | ------------ |
|                | Georges Pernot | FR             | 6 787        | 57,17        |
|                | Charlin        | PRRRS          | 4 275        | 36,01        |
|                | Hintzy         | SFIO           | 511          | 4,30         |
|                | Balanche       | PC-SFIC        | 298          | 2,51         |
|                |                |                |              |              |
| Inscrits       | Inscrits       | Inscrits       | 13 351       | 100,00       |
| Votants        | Votants        | Votants        | 11 966       | 89,63        |
| Abstention     | Abstention     | Abstention     | 1 385        | 10,37        |
| Blancs et nuls | Blancs et nuls | Blancs et nuls | 95           | 0,79         |
| Exprimés       | Exprimés       | Exprimés       | 11 871       | 99,21        |